# Мария Кристина Амелия Бурбон-Сицилийская
Мария Кристина Амелия Бурбон-Сицилийская (17 января 1779, Королевский дворец в Казерте, Кампания — 26 февраля 1783, Королевский дворец в Казерте, Кампания) — неаполитанская принцесса из династии Бурбонов, дочь короля Фердинанда I и королевы Марии Каролины Австрийской.

## Биография
Cестра-близнец будущей королевы Сардинии Марии Кристины Амелии Терезы. По другим данным, они были не близнецами, а погодками, и Мария Кристина Амелия родилась 17 января 1778 года, то есть в тот же день, но на год раньше. Итальянский историк Гауденцио делл'Аджа отмечал, что, хотя архивные документы не сохранились, большинство источников сходятся в том, что рождение близнецов имело место.
Согласно записи в дневнике матери-королевы, принцессу, как и её младшего брата принца Джузеппе, лечил известный врач Анджело Гатти, специалист по борьбе с оспой. Тем не менее, в начале 1783 года и Джузеппе, и Мария Кристина Амелия заболели оспой, от которой уже скончались раньше их брат и сестра. Оба умерли во дворце Казерта с промежутком в неделю.
Мария Кристина Амелия похоронена в усыпальнице Бурбонов церкви Санта-Кьяра в Неаполе.